# Hyposmocoma exaltata
Hyposmocoma exaltata là một loài bướm đêm thuộc họ Cosmopterigidae. Nó là loài đặc hữu của Maui. Loài địa phương ở Haleakala.